# Bertrand Van Effenterre
Pour les articles homonymes, voir Effenterre.
Bertrand Van Effenterre est un réalisateur français de cinéma et de télévision, né le 2 mars 1946 à Paris.

## Filmographie

### Cinéma
- 1974 : Erica Minor
- 1979 : Mais ou et donc Ornicar
- 1983 : Le Bâtard
- 1984 : Côté cœur, côté jardin
- 1990 : Tumultes
- 1993 : Poisson-lune
- 2004 : Tout pour l'oseille

### Télévision
- 1992 : Maigret, épisode Maigret et la maison du juge (série télévisée)
- 1992 : Maigret, épisode Maigret et la nuit du carrefour (série télévisée)
- 1995 : Une femme dans la tempête* 1996 : Madame le Consul, épisode : Pili, prince des rues* 1996 : Noces cruelles * 1996 : Madame le Proviseur, épisode : Bob et Samantha * 1998 : Quand un ange passe (téléfilm)
- 1996 : Madame le Consul, épisode Pili, prince des rues (série télévisée)
- 1996 : Noces cruelles * 1996 : Madame le Proviseur, épisode : Bob et Samantha * 1998 : Quand un ange passe (téléfilm)
- 1996 : Madame le Proviseur, épisode : Bob et Samantha (série télévisée)
- 1998 : Quand un ange passe (téléfilm)
- 2002 : Le Pont de l'aigle (téléfilm)
- 2004 : Les Cordier, juge et flic, épisode Liens de sang (série télévisée)
- 2005 : Commissaire Cordier, épisode Un crime parfait (série télévisée)
- 2006 : Commissaire Cordier, épisode Toutes peines confondues (série télévisée)
- 2006 : Sauveur Giordano, épisode Doubles vies (série télévisée)
- 2007 : Sauveur Giordano, épisodes Aspirant officier et Rendez-moi mon bébé (série télévisée)
- 2007 : Paris, enquêtes criminelles, épisodes Addiction, L'Ange de la Mort, Un homme de trop, Le Justicier de l'ombre (série télévisée)
- 2009 : Sœur Thérèse.com, épisode Juliette est de retour (série télévisée)
- 2010 : Sœur Thérèse.com, épisode Pardon ma sœur (série télévisée)
- 2014 : La Clef des champs (téléfilm)